# مایکل جی. پولارد
مایکل جی. پولارد (انگلیسی: Michael J. Pollard؛ زادهٔ ۳۰ مهٔ ۱۹۳۹ - درگذشته ۲۰ نوامبر ۲۰۱۹) یک هنرپیشه اهل ایالات متحده آمریکا است. وی از سال ۱۹۵۹ میلادی تاکنون مشغول فعالیت بوده‌است.
از فیلم‌ها یا برنامه‌های تلویزیونی که وی در آن نقش داشته است می‌توان به بانی و کلاید، رؤیای آریزونا، نزدیک‌ترین خویشاوند، موتوراما، رکسان، برای همیشه، لولو، زمان سگ دیوانه و ادیسه اشاره کرد.